# 1097 Vicia
1097 Vicia là một tiểu hành tinh bay quanh Mặt Trời. Ban đầu nó có tên là 1928 PC. Nó đã được đặt tên cho Vicia.